# Val d'Oust
Pour les articles homonymes, voir Oust.
Val d'Oust [val dust] est, depuis le 1er janvier 2016, une commune nouvelle française située dans le département du Morbihan en région Bretagne. Elle est issue du regroupement des trois communes de Le Roc-Saint-André, Quily et La Chapelle-Caro et fait partie de la communauté de communes Ploërmel Communauté.

## Géographie
Le territoire de la commune est limitrophe de ceux de huit communes :

### Hydrographie
Pour un article plus général, voir Réseau hydrographique du Morbihan.
La commune est située dans le bassin Loire-Bretagne. Elle est drainée par le canal de Nantes à Brest, l'Oust, le Pont Aubert, le Raimond, le Tromeur, le Cocherel, le ruisseau de Raimond, le ruisseau du Coudray et divers autres petits cours d'eau,.
Le canal de Nantes à Brest est un canal, chenal et un estuaire et un cours d'eau naturel navigable sur une grande partie de son cours, d'une longueur de 364 km, prend sa source dans la commune de Nort-sur-Erdre et se jette  dans la Loire à Nantes. 

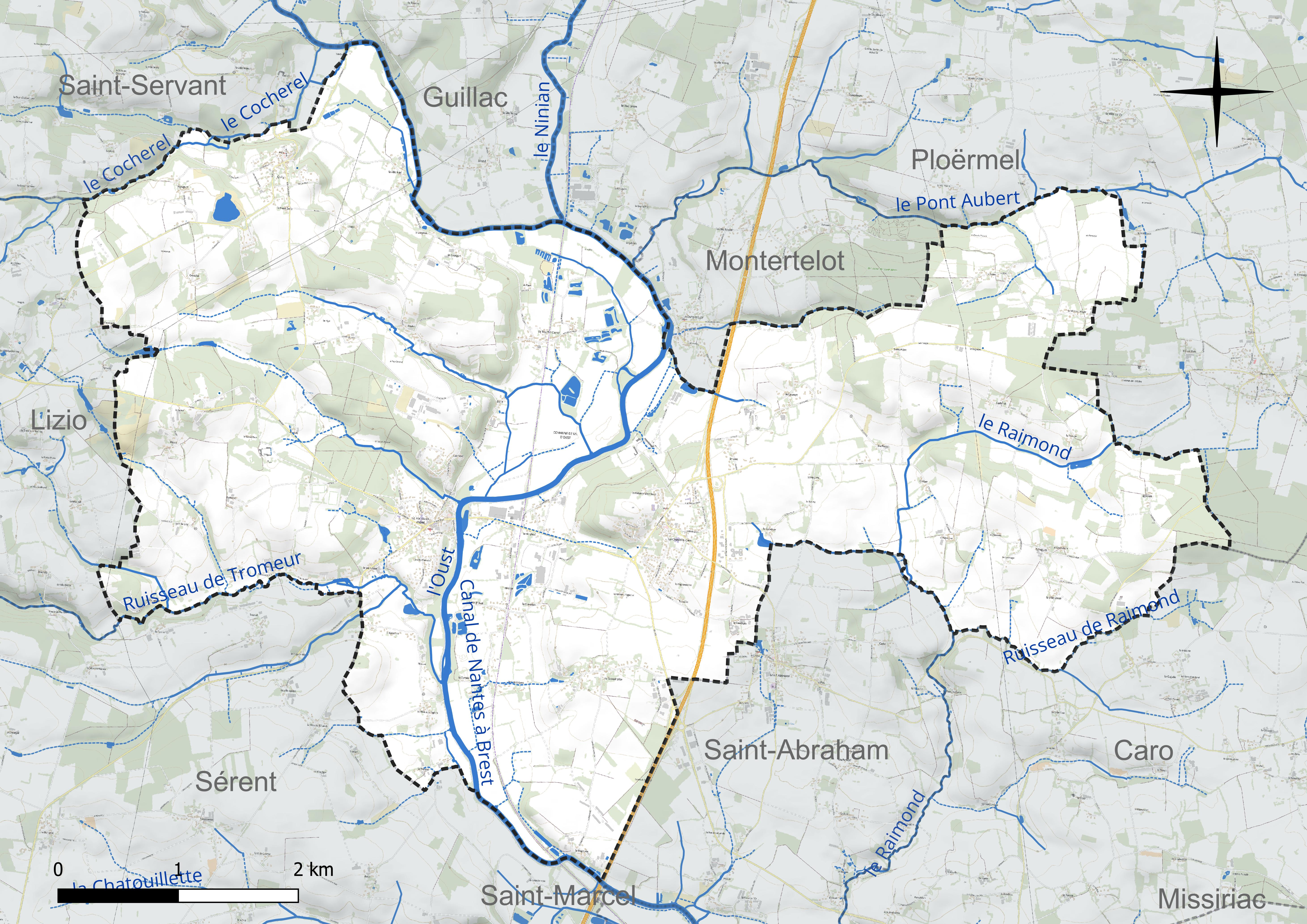
Réseau hydrographique de Val d'Oust.

L'Oust, d'une longueur de 145 km, prend sa source dans la commune de La Harmoye et se jette  dans la Vilaine à Rieux, après avoir traversé 46 communes. 

### Climat
Pour des articles plus généraux, voir Climat de la Bretagne et Climat du Morbihan.
En 2010, le climat de la commune est de type climat océanique franc, selon une étude du CNRS s'appuyant sur une série de données couvrant la période 1971-2000. En 2020, Météo-France publie une typologie des climats de la France métropolitaine dans laquelle la commune est exposée à un climat océanique et est dans la région climatique Bretagne orientale et méridionale, Pays nantais, Vendée, caractérisée par une faible pluviométrie en été et une bonne insolation. Parallèlement l'observatoire de l'environnement en Bretagne publie en 2020 un zonage climatique de la région Bretagne, s'appuyant sur des données de Météo-France de 2009. La commune est, selon ce zonage, dans la zone « Intérieur Est », avec des hivers frais, des étés chauds et des pluies modérées.
Pour la période 1971-2000, la température annuelle moyenne est de 11,7 °C, avec une amplitude thermique annuelle de 12,6 °C. Le cumul annuel moyen de précipitations est de 855 mm, avec 13,2 jours de précipitations en janvier et 6,4 jours en juillet. Pour la période 1991-2020, la température moyenne annuelle observée sur la station météorologique la plus proche, située sur la commune de Ploërmel à 9 km à vol d'oiseau, est de 12,0 °C et le cumul annuel moyen de précipitations est de 767,2 mm,. Pour l'avenir, les paramètres climatiques de la commune estimés pour 2050 selon différents scénarios d'émission de gaz à effet de serre sont consultables sur un site dédié publié par Météo-France en novembre 2022.

## Urbanisme

### Typologie
Au 1er janvier 2024, Val d'Oust est catégorisée commune rurale à habitat dispersé, selon la nouvelle grille communale de densité à sept niveaux définie par l'Insee en 2022.
Elle est située hors unité urbaine. Par ailleurs la commune fait partie de l'aire d'attraction de Ploërmel, dont elle est une commune de la couronne,. Cette aire, qui regroupe 19 communes, est catégorisée dans les aires de moins de 50 000 habitants,.

## Toponymie
Le nom de la commune provient de celui de la rivière Oust, affluent de la Vilaine, qui marque l'ancienne limite communale entre les communes déléguées de La Chapelle-Caro et Le Roc-Saint-André.

## Histoire

### LeXXIesiècle

#### La création de la commune nouvelle
La commune est créée le 1er janvier 2016 par la fusion de trois communes, Le Roc-Saint-André, La Chapelle-Caro et Quily, sous le régime juridique des communes nouvelles (régime instauré par la loi no 2010-1563 du 16 décembre 2010 de réforme des collectivités territoriales) par l'arrêté du 24 décembre 2015 entraînant la transformation des trois anciennes communes en « communes déléguées ».
Le Roc-Saint-André fusionne avec les communes de La Chapelle-Caro et Quily au sein de la commune nouvelle de Val-d'Oust le 1er janvier 2016. Les trois conseils municipaux ont voté la fusion avec seulement deux abstentions et deux votes blancs sur 41 votants.
La commune nouvelle du Val d'Oust n'atteint à sa création que 2.693 habitants. Le maire de la Chapelle-Caro, Michel Guégan, qui fut le fondateur de la première communauté de communes en France, n'a pas dû se forcer pour chercher l'union des trois communes qui se sont regroupées. Un nom fédérateur a été trouvé pour la commune nouvelle.
Michel Guégan avait été à l'origine d'un premier projet de regroupement en 2013 qui concernait les trois communes de La Chapelle-Caro, Saint-Abraham et Le Roc-Saint-André (ces trois communes étaient déjà associées depuis 1999 dans le cadre d'un Sivu de l'école publique Pablo-Picasso, un regroupement pédagogique intercommunal), expliquant « qu'il n'y aurait plus besoin que d'un secrétaire de mairie au lieu de trois, et l'échelle des 2 500 habitants permettrait à la commune nouvelle de s'équiper d'un matériel d'une autre ampleur que celui utilisé par les trois petites entités ». Mais ce projet avait échoué en 2014.

## Politique et administration

### Liste des maires
Jusqu'aux élections municipales de 2020, le conseil municipal de Val d'Oust était composé des conseillers des trois anciennes communes.
| Période         | Période                        | Identité        | Étiquette | Qualité |
| --------------- | ------------------------------ | --------------- | --------- | --- |
| 10 janvier 2016 | 26 mai 2020                    | Michel Guégan   | MoDem     | Retraité Maire délégué de La Chapelle-Caro |
| 26 mai 2020     | En cours (au 19 novembre 2021) | Florence Prunet | DVG       | Formatrice en CFA Ancienne adjointe au maire du Roc-Saint-André Conseillère départementale de Moréac (2015 → 2021) 6e vice-présidente de Ploërmel Communauté (2020 → ) |

### Communes déléguées
| Nom                        | Code Insee | Intercommunalité               | Superficie (km2) | Population (dernière pop. légale) | Densité (hab./km2) |
| -------------------------- | ---------- | ------------------------------ | ---------------- | --------------------------------- | ------------------ |
| Le Roc-Saint-André (siège) | 56197      | CC du Val d'Oust et de Lanvaux | 9,93             | 928 (2013)                        | 93                 |
| La Chapelle-Caro           | 56037      | CC du Val d'Oust et de Lanvaux | 16,49            | 1 344 (2013)                      | 82                 |
| Quily                      | 56187      | CC Josselin Communauté         | 5,39             | 349 (2013)                        | 65                 |

### Intercommunalité
Fin janvier 2016, la commune nouvelle (alors positionnée sur deux communautés de communes) opte pour une intégration au sein de Josselin communauté. À la suite de la dissolution de cet établissement public le 31 décembre 2016, Val d'Oust intègre la communauté de communes Ploërmel Communauté.

### Circonscriptions électorales
À la suite du décret du 7 novembre 2019, la commune est entièrement rattachée au canton de Moréac.

## Démographie
L'évolution du nombre d'habitants est connue à travers les recensements de la population effectués dans la commune depuis sa création.

En 2022, la commune comptait 2 808 habitants, en évolution de +4,85 % par rapport à 2016 (Morbihan : +3,82 %, France hors Mayotte : +2,11 %).
| 2014  | 2019  | 2022  |
| ----- | ----- | ----- |
| 2 613 | 2 758 | 2 808 |

## Enseignement
- École publique Pablo Picasso (située à La Chapelle-Caro, mais dans le cadre d'un RPI regroupant Saint-Abraham, La Chapelle-Caro et Le Roc-Saint-André géré par un SIVU, désormais dénommé "Syndicat intercommunal à vocation unique pour l'école publique de Val d'Oust - Saint-Abraham").
- École privée Sainte-Thérèse, située à La Chapelle-Caro (regroupement pédagogique avec l'école privée Notre-Dame de Lourdes de Saint-Abraham) ; 87 élèves en 2022.
- École privée Sainte Jeanne de Valois (située au Roc-Saint-André) ; 121 élèves en 2024.

## Culture et patrimoine

### Lieux et monuments
La commune compte sept monuments protégés au titre des monuments historiques et un monument inscrit à l'inventaire général du patrimoine culturel :
- le château de Crévy, inscrit en 1925 et 1970 ;
- la croix de cimetière de Quily, inscrite en 1927 ;
- l'église Saint-Nicodème de Quily, inscrite en 1928 ;
- le dolmen de la Maison Trouvée, classé en 1973 ;
- la chapelle Saint-Méen, inscrite en 1973 ;
- le manoir de la Touche-Carné, inscrit en 1997 ;
- le château de la Ville Der, inscrit en 2007.
- le manoir du Val-Néant date des XVIIIe et XXe siècles, il est inscrit à l'inventaire général du patrimoine culturel[33].